# Faramea oaxacensis
Faramea oaxacensis är en måreväxtart som beskrevs av Attila L. Borhidi. Faramea oaxacensis ingår i släktet Faramea och familjen måreväxter. Inga underarter finns listade i Catalogue of Life.